# Anja Haas
Anja Haas (Gerlos, 30 maggio 1971) è un'ex sciatrice alpina austriaca specialista delle prove veloci, che ottenne tre vittorie in Coppa del Mondo, tutte in discesa libera, e la medaglia di bronzo nella medesima specialità in occasione dei Mondiali di Morioka 1993.

## Biografia
Anja Haas debuttò in campo internazionale in occasione dei Mondiali juniores di Madonna di Campiglio 1988 e l'anno dopo, nella rassegna iridata giovanile di Alyeska, vinse due medaglie di bronzo, nella discesa libera e nella combinata. Il 10 dicembre 1989 a Steamboat Springs ottenne il primo piazzamento in Coppa del Mondo (9ª in combinata) e nella stessa stagione vinse un'altra medaglia di bronzo ai Mondiali juniores, nella rassegna di Zinal in combinata.
Il 24 febbraio 1991 ottenne a Furano in discesa libera la sua prima vittoria in Coppa del Mondo, nonché primo podio, e due anni dopo ai Mondiali di Morioka 1993, sua unica presenza iridata, si aggiudicò la medaglia di bronzo nella medesima specialità. Sempre in discesa libera salì per l'ultima volta sul podio in Coppa del Mondo vincendo la gara di Sankt Anton am Arlberg del 18 dicembre 1993; in seguito ai XVII Giochi olimpici invernali di Lillehammer 1994, sua unica presenza olimpica, si classificò 31ª nella discesa libera e non completò la combinata. La sua ultima gara in carriera fu la discesa libera di Coppa del Mondo disputata a Sankt Anton am Arlberg il 16 dicembre 1995, che non completò.

## Palmarès

### Mondiali
- 1 medaglia:
  - 1 bronzo (discesa libera a Morioka 1993)

### Mondiali juniores
- 3 medaglie[1]:
  - 3 bronzi (discesa libera, combinata ad Alyeska 1989; combinata a Zinal 1990)

### Coppa del Mondo
- Miglior piazzamento in classifica generale: 12ª nel 1991
- 5 podi (4 in discesa libera, 1 in combinata):
  - 3 vittorie
  - 2 secondi posti

#### Coppa del Mondo - vittorie
| Data             | Località               | Paese    | Specialità |
| ---------------- | ---------------------- | -------- | ---------- |
| 24 febbraio 1991 | Furano                 | Giappone | DH         |
| 27 febbraio 1993 | Veysonnaz              | Svizzera | DH         |
| 18 dicembre 1993 | Sankt Anton am Arlberg | Austria  | DH         |

Legenda:

DH = discesa libera

### Campionati austriaci
- 1 medaglia[1]:
  - 1 oro (discesa libera nel 1991)

### Campionati austriaci juniores
- 7 medaglie[1]:
  - 3 argenti (discesa libera nel 1988; slalom speciale, combinata nel 1990)
  - 4 bronzi (slalom gigante, slalom speciale nel 1988; discesa libera nel 1989; slalom gigante nel 1990)